# Jean de Vaudoré
Jean Symphorien Gaétan de Vaudoré est un homme politique français né le 13 avril 1818 à Argentan (Orne) et décédé le 1er juillet 1889 à Argentan.

## Biographie
Avocat, il est député de l'Orne de 1848 à 1851, siégeant à droite.

## Sources
- « Jean de Vaudoré », dans Adolphe Robert et Gaston Cougny, Dictionnaire des parlementaires français, Edgar Bourloton, 1889-1891 [détail de l’édition]